# Amphineurus stewartiae
Amphineurus (Amphineurus) stewartiae là một loài ruồi trong họ Limoniidae. Chúng phân bố ở miền Australasia.